# Shara Worden
Shara Worden (El Dorado, 22 aprile 1974) è una cantautrice e polistrumentista statunitense, ideatrice del gruppo musicale My Brightest Diamond nel 2006. Prima di allora è stata corista per Sufjan Stevens e la frontwoman della band AwRY.

## Biografia
Nata in Arkansas, Shara Worden si sposta con la famiglia prima in Oklahoma e poi in Michigan. Dopo gli studi (avvenuti presso l'Università del Nord Texas) si trasferisce a Mosca (Russia) dove studia la lingua russa e scrive le canzoni che pubblica nell'EP Session I. Nel 1999 si trasferisce a New York ed inizia a suonare.
Nel 2001 pubblica due album in collaborazione col chitarrista Shane Yarbrough sotto il nome AwRY: si tratta di The Orange Album e di Quiet B Sides. Nel periodo 2002-2003 scrive per la sonorizzazione del libro di Adam Rapp Trueblinka. Nel 2004 diventa turnista di Sufjan Stevens (con cui collabora negli album Illinoise e The Age of Adz), nonché membro degli Illinoismakers.
Nel 2006 dà vita al progetto My Brightest Diamond producendo l'album Bring Me the Workhorse, a cui segue Tear It Down, disco di remix del precedente. Nel 2007 suona dal vivo con The Decemberists, con cui lavora anche nel disco The Hazards of Love con il soprannome di "The Queen". Nel giugno 2008 pubblica A Thousand Shark's Teeth, raccolta di canzoni suonate con un quartetto d'archi. Contribuisce con una cover di Lucky ad un album-tributo ai Radiohead. Inoltre partecipa al progetto Dark Was the Night e all'album Here Lies Love di David Byrne e Fatboy Slim (2010).
Nell'ottobre 2011 pubblica l'album All Things Will Unwind. Il 2014 è l'anno di This is My Hand

## Discografia

### Come My Brightest Diamond
Album
- 2006 - Bring Me the Workhorse
- 2008 - A Thousand Shark's Teeth
- 2011 - All Things Will Unwind

EP
- 2006 - Disappear
- 2008 - Shark Demos
- 2008 - From the Top of the World

Remix
- 2007 - Tear It Down
- 2008-2009 - Shark Remixes (serie di EP, raccolta nel 2010)

### Collaborazioni principali
- 1997 - Succotash con Mingo Fishtrap
- 2009 - Come, O Spirit! con Ready Fire Aim
- 2010 - The Creatures in the Garden of Lady Walton con Clogs
- 2010 - Penelope con Sarah Kirkland Snider
- 2011 - Letters to Distant Cities
- 2013 - Death Speaks con David Lang

### Altri lavori
Come Shara
- 1998 - Word

Come Shara Worden
- 2004 - Shara Worden Live at Schubas 11/8/2004

Con AwRY
- 2001 - AwRY (aka "The Orange Album")
- 2001 - Quiet B Sides
- 2003 - Remix 1 (aka "The Remixes") (EP di remix)